# Янкомир
Я́нкомир (хорв. Jankomir) — мікрорайон у столиці Хорватії Загребі, розташований у міському районі Стенєвець. Відомий своїми торговельними потужностями загальноміського значення. Офіційно називається «Стенєвець-Південь» (хорв. Stenjevec - jug). За переписом 2011 року, населення мікрорайону налічувало 7 898 жителів.
Зі здобуттям хорватської незалежності мікрорайон зажив слави місця здійснення покупок для всіх жителів Загреба, оскільки тут розміщено кілька торгових центрів. Його головні транспортні магістралі — вулиця Велимира Шкорпіка та Люблянський і Загребський проспекти. До появи торгових центрів Янкомир був переважно відомий однойменною великою розв'язкою між Загребською об'їзною дорогою та Люблянським проспектом. У мікрорайоні розташована і психіатрична лікарня, теж відома під таким самим ім'ям. Її засновано 1923 року.
Після побудови янкомирського торговельного району Загреб почав суперничати з австрійським Грацом за звання головного торговельного осередку для західної частини колишньої Югославії.